# Серьога
Сергі́й Васи́льович Пархо́менко (біл. Сяргей Васільевіч Пархоменка), відомий як Серьо́га (біл. Сярога, рос. Серёга) та Поліграф ШарикOFF (нар. 8 жовтня 1976, Гомель, БРСР) — білоруський реп-виконавець, який став відомим завдяки хіту «Чёрный бумер».

## Життєпис
Сергі́й народився 8 жовтня 1976 року в білоруському місті Гомель.
Проєкт «Серёга», який очолює Пархоменко, з'явився влітку 2002 року, коли було представлено перший трек «Загубили Лялю». Вже через кілька місяців російська компанія «Монолит» видала в Росії та Білорусі однойменний максі-сингл.
Згодом з'явився на українському телебаченні, де вперше були показані кліпи на пісні «Загубили Лялю» і «Кукла».
Восени 2003 року було завершено роботу над альбомом. У квітні 2004 року альбом з'являється в Україні та Білорусі під назвою «Мой двор: свадьба, похороны», а згодом в Росії під назвою «Мой двор: спортивный частушки».
Для зйомок кліпу на пісню «Чёрный бумер» був запрошений київський режисер Володимир Якименко. Прем'єра відео відбулася 15 вересня 2004 року. До випуску цього треку Пархоменко було номіновано на RMA як «Найкращий хіп-хоп проєкт року» та «Найкращий дебют року».
Наприкінці 2004 року виходить анімаційний ролик на композицію Сергія «Песенка про слесаря шестого разряда». Наступний кліп Серьоги було знято на композицію «Кинг Ринг», що стала саундтреком до російського фільму «Бій з тінню».
У 2005 році Пархоменко був номінований та отримав дві премії на «MTV RMA» за «Найкращий реп-проєкт» і «Найкращий рингтон».
Незабаром після цього відбулися зйомки відеокліпу на пісню «Дискомалярия». Режисером знову був Володимир Якименко зі студії «Pistolet Film». Перший кліп зі зміною образу: спортивний стиль змінився діловим.
В цьому ж році Серьога випускає максі-сингл «Барбекю», який було визнано «неформатом». Тоді Серьога презентує пісню «Возле дома твоего», яка отримала схвальні відгуки в суспільстві. Наприкінці 2005 року було представлено альбом «Дискомалярия».
У 2006 році Пархоменко стає автором саундтреку до фільму «Денна Варта».
В цьому ж році разом з компанією «Kangol» відбувається початок виробництва власної колекції головних уборів.
У 2006 році Пархоменко презентує спільний сингл з франкфуртським репером Азадом «2Kaiser», який потрапив у німецькі чарти і кілька тижнів перебував у хіт-параді німецького MTV, діставшись до 3-го місця. В цьому ж році було представлено альбом Серьогі для німецької публіки — «Russia's No. 1».
У 2007 році німецький репер Зідо та Пархоменко співпрацюють над треком «Ein Teil Von Mir». Пізніше Зідо за участі лейблу «Aggro Berlin» зняв кліп долучивши Серьогу до процесу.
У квітні 2007 року в Німеччині вийшов його власний сингл «Gangsta No More», європейська версія хіта «Возле дома твоего».
В цьому ж році було представлено трек «Миллион долларов США» для російськомовної публіки. Згодом трек увійшов до перевидання другого альбому Серьоги «Дискомалярия. Большая порция.».
У 2008 році Пархоменко продає права на трек «Кинг Ринг» для використання його у якості музичного супровіду до третього офіційного трейлера гри Grand Theft Auto IV. Після цього Серьозі запропонували записати ще один трек спеціально для GTA IV. Пісня «Liberty City: The Invasion» увійшла не тільки в саму гру, але і на диск «The Music of Grand Theft Auto IV».
З 2010 по 2014 роки був наставником в українському вокальному телешоу «Х-Фактор» на телеканалі СТБ.
У вересні 2013 року отримав посвідку на постійне проживання в Україні.
8 вересня 2015 року було представлено перший сингл проекту Поліграф ШарикoOFF «Харизма». У ніч із 20 на 21 вересня 2015 року було представлено кліп «Харизма» (режисер – Володимир Якименко).
30 листопада 2015 року було представлено другий кліп проекту Поліграф ШарикoOFF – «Какао белого цвета».
2 березня 2016 року було представлено третій кліп проекту Поліграф ШарикoOFF – «Только секс» (режисер – Володимир Якименко).
14 травня 2016 року був представлений новий кліп Seryoga – «Крыша» за участю Б'янки. Сюжет кліпу розгортається на красивому туманному даху, і з кожним куплетом ситуація загострюється все сильніше.
У вересні вийшов кліп проекту Поліграф ШарикoOFF – «Гелик Вани».
2 квітня 2017 року вийшов кліп проекту Поліграф ШарикoOFF – «Мурашит».
25 квітня 2017 року було представлено новий кліп Seryoga – «Антифриз».
15 серпня 2017 року відбувся реліз нового синглу та кліпу Seryoga – «Ярость».
8 вересня 2017 року виконавець Seryoga під псевдонім Поліграф ШарикOFF представив свій альбом - «Какао белого цвета». Трекліст включив у себе ретроспективні міські романси «Харизма», «Какао белого цвета», «Только секс», «Гелик Вани» та «Мурашит» та багато інших. У альбомі 10 треків. Також цього дня відбулася прем'єра нового кліпу Поліграф ШарикOFF — «Богатые тоже плачут».
У червні 2020 року випустив трек з виконавцем Dava під назвою «Чёрный бумер».
У 2021 році став наставником 1-го сезону білоруського вокального проєкту «Х-Фактор».

## Особисте життя
- Мав відносини із кубинською моделлю Даями Моралес.[3].
- Перебував у тривалих відносинах з громадською діячкою афроукраїнського походження, танцівницею, авторкою лінійки одягу з брендом #НЕМОВЧИ — Поліною Ололо. Під час відносин народилося двоє дітей: сини Марк у 2009 році та Платон у 2012 році.

### Скандал із викраденням дітей
У 2006 році Пархоменко познайомився з українською танцівницею Поліною Ололо на кастингу. Під час відносин у пари народилися двоє дітей.
У 2019 році Сергій Пархоменко викрав їхніх двох спільних дітей та понад рік переховував від матері.

## Політичні погляди
У 2021 році публічно висловив підтримку режимові Лукашенка в Білорусі, назвавши того «зберігачем балансу». Улітку 2021 року під час виступу на святі Купали в Олександрії, Могильовської області, Пархоменко заявив про своє бажання перевірити рукостискання Олександра Лукашенка, пізніше назвавши його найміцнішим рукостисканням в усій Європі — Східній, Центральній і Західній. У відповідь на реакцію мережі Пархоменко назвав себе російським «державником», а Сталіна — «великим гуманістом».
У вересні 2022 року на ТБ просував російську імперіалістичну ідеологему про один народ, якому протистоїть Захід. Також заперечував обґрунтованість розпаду СРСР.